# Meadowbank Lake
Der Meadowbank Lake ist ein Stausee im Süden des australischen Bundesstaates Tasmanien, ca. 23 km nordwestlich von New Norfolk. Er liegt im Verlauf des Derwent River, dort, wo der Ouse River, der Jones River und der Clyde River einmünden.
Das Wasser dient an der Meadowbank Power Station zur Stromerzeugung.